# Rezerwat przyrody Kaliszak
Rezerwat przyrody Kaliszak – rezerwat przyrody położony w gminie Janów w województwie śląskim.
Został założony 18 grudnia 1953 roku na podstawie Zarządzenia Ministra Leśnictwa z dnia 18 grudnia 1953 roku w sprawie uznania za rezerwat przyrody na powierzchni 14,64 ha w leśnictwie Sieraków w pobliżu miejscowości Apolonka
Celem utworzenia rezerwatu jest naturalnego zespołu lasu mieszanego jodłowo-sosnowego z domieszką innych gatunków.

## Flora
Na terenie rezerwatu występuje las jodłowo-sosnowy z domieszką drzew liściastych. Wiek drzew wynosi 100–160 lat. Do rzadkich gatunków drzew zaliczają się: klon jawor, głóg jednoszyjkowy, topola osika.
W poszyciu leśnym występuje wiele chronionych i rzadkich gatunków krzewów w tym: dziki bez koralowy, kruszyna pospolita, trzmielina zwyczajna i bagno zwyczajne. Natomiast w runie leśnym można spotkać następujące gatunki roślin: borówka czarna, brusznica, śmiałek pogięty, jastrzębiec kosmaczek, jaskier kosmaty, fiołek przedziwny, przytulia leśna, gajowiec żółty, miodunka ćma, nerecznica samcza.

## Fauna
Na terenie rezerwatu występuje ok. 540 gatunków motyli w tym paź królowej, paź żeglarz, latolistek cytrynek, rusałka pawik, rusałka admirał. 
Z płazów występuje tutaj: traszka zwyczajna, żaba trawna, ropucha szara. Z gadów występują: jaszczurka żyworodna, jaszczurka zwinka, padalec zwyczajny, zaskroniec zwyczajny, żmija zygzakowata.
Z ptaków występują tu: drozd śpiewak, pleszka zwyczajna, rudzik zwyczajny, szczygieł, jastrząb gołębiarz, myszołów zwyczajny, gołąb grzywacz, gołąb siniak.
Z ssaków występują tu: jeż wschodni, kret europejski, ryjówka aksamitna, sarna, dzik, jeleń szlachetny, łoś oraz nietoperze: mopek zachodni i nocek wąsatek.